# Рыжий цвет
Рыжий цвет — темноватый оттенок оранжевого, промежуточный между красным и жёлтым. 
Как правило (но необязательно), название «рыжий» употребляется для одушевлённых предметов или для предметов, неразрывно связанных с одушевлённым хозяином:
- рыжий конь, рыжая белка, рыжая девушка;
- рыжая грива коня, рыжая шкурка белки, рыжие волосы девушки.

Цвет этот дал наименование грибам рыжикам. Близкое к нему значение имеет слово ржавый, употребляющееся преимущественно для окислов железа.
Рыжий цвет является традиционной составляющей восточной хроматологии.

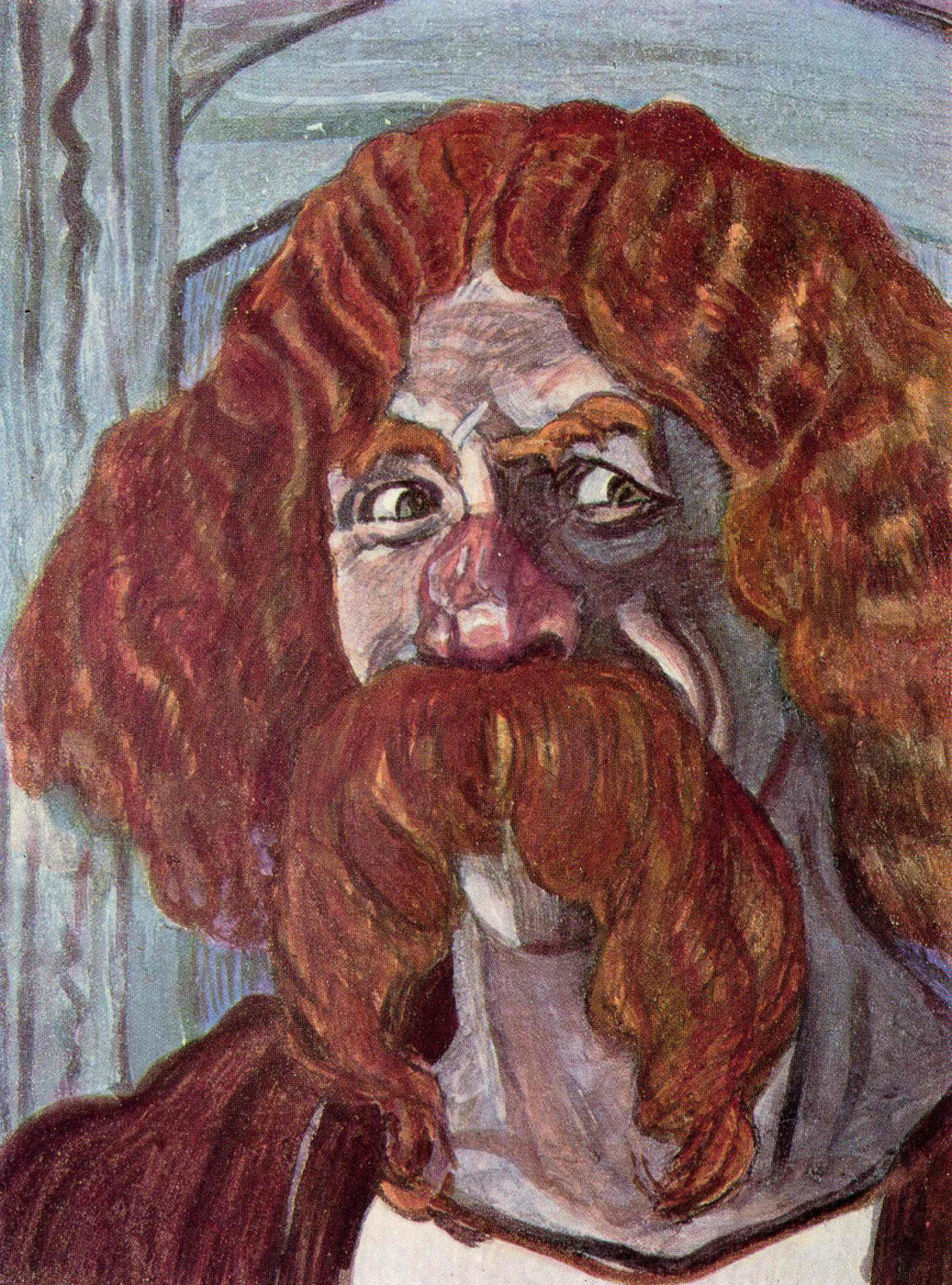
«Портрет Шаляпина в роли Фарлафа» (Александр Головин, 1907 год).
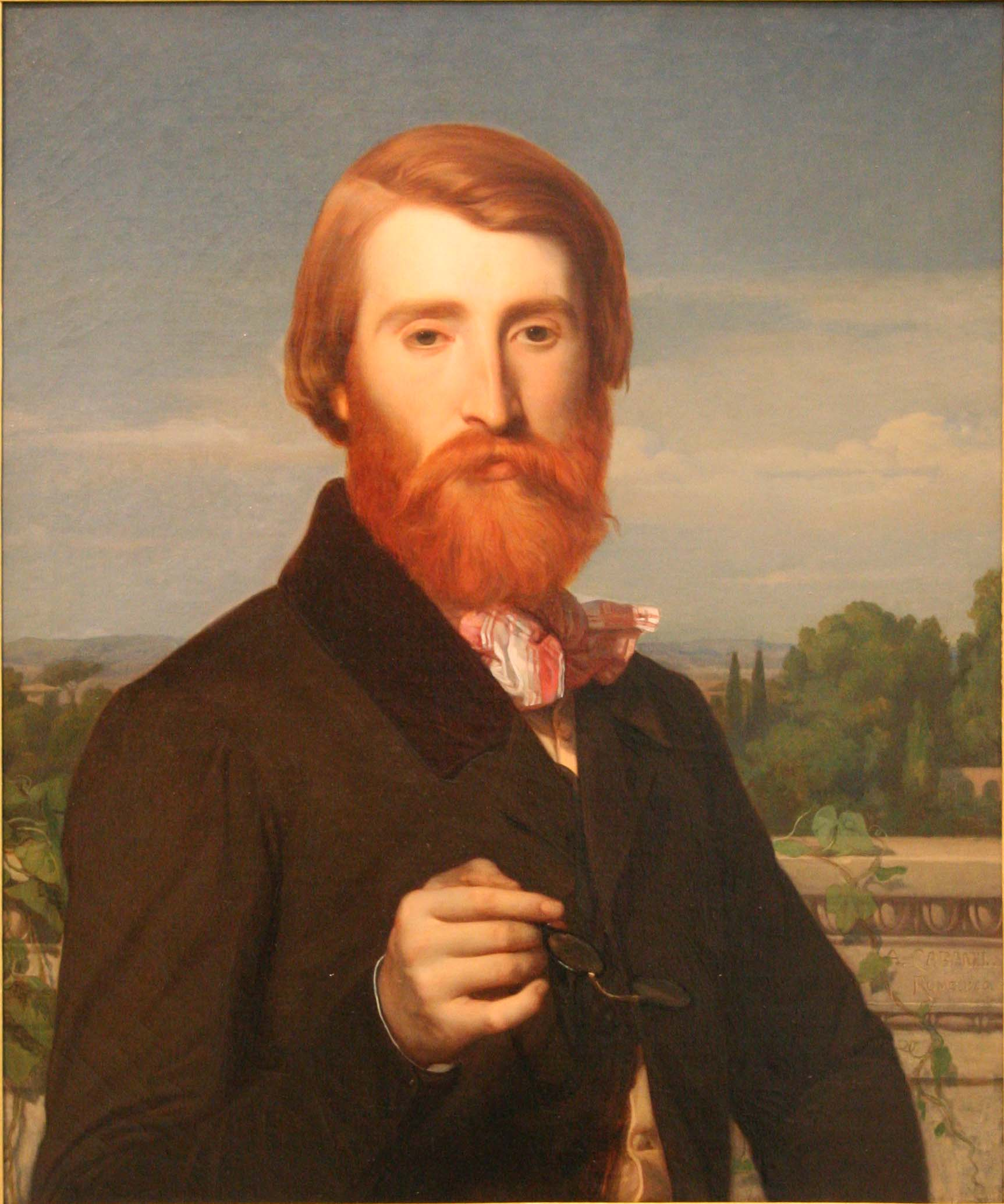
Александр Кабанель Портрет Альфреда Брийе (1846)
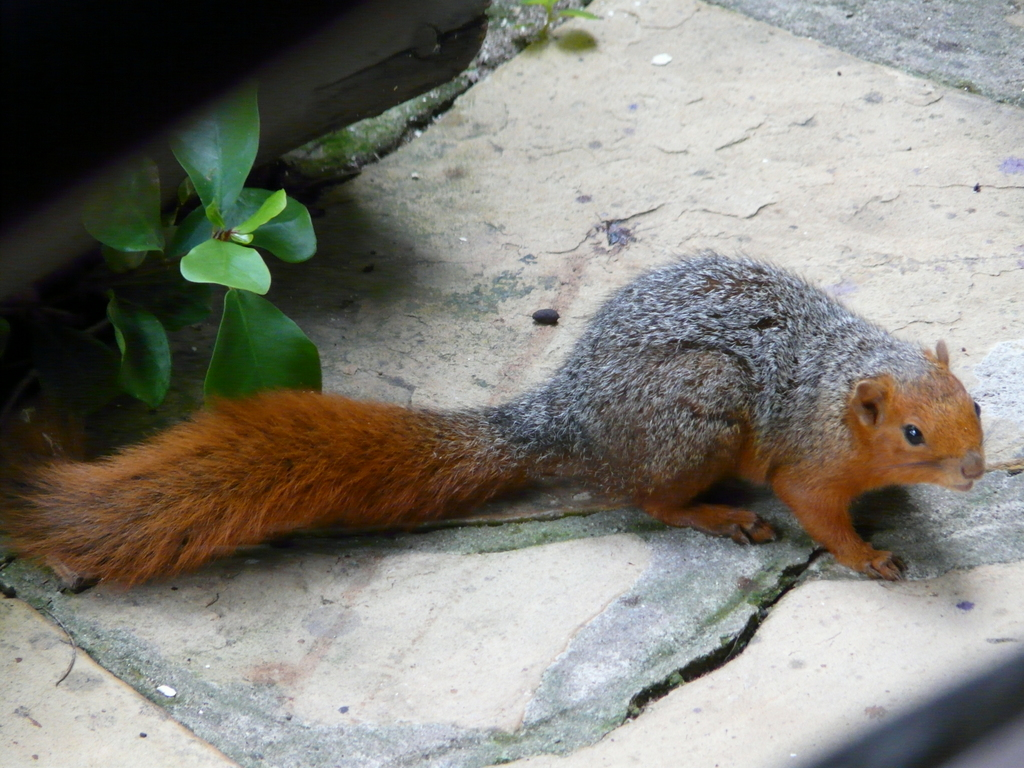
Рыжая белка
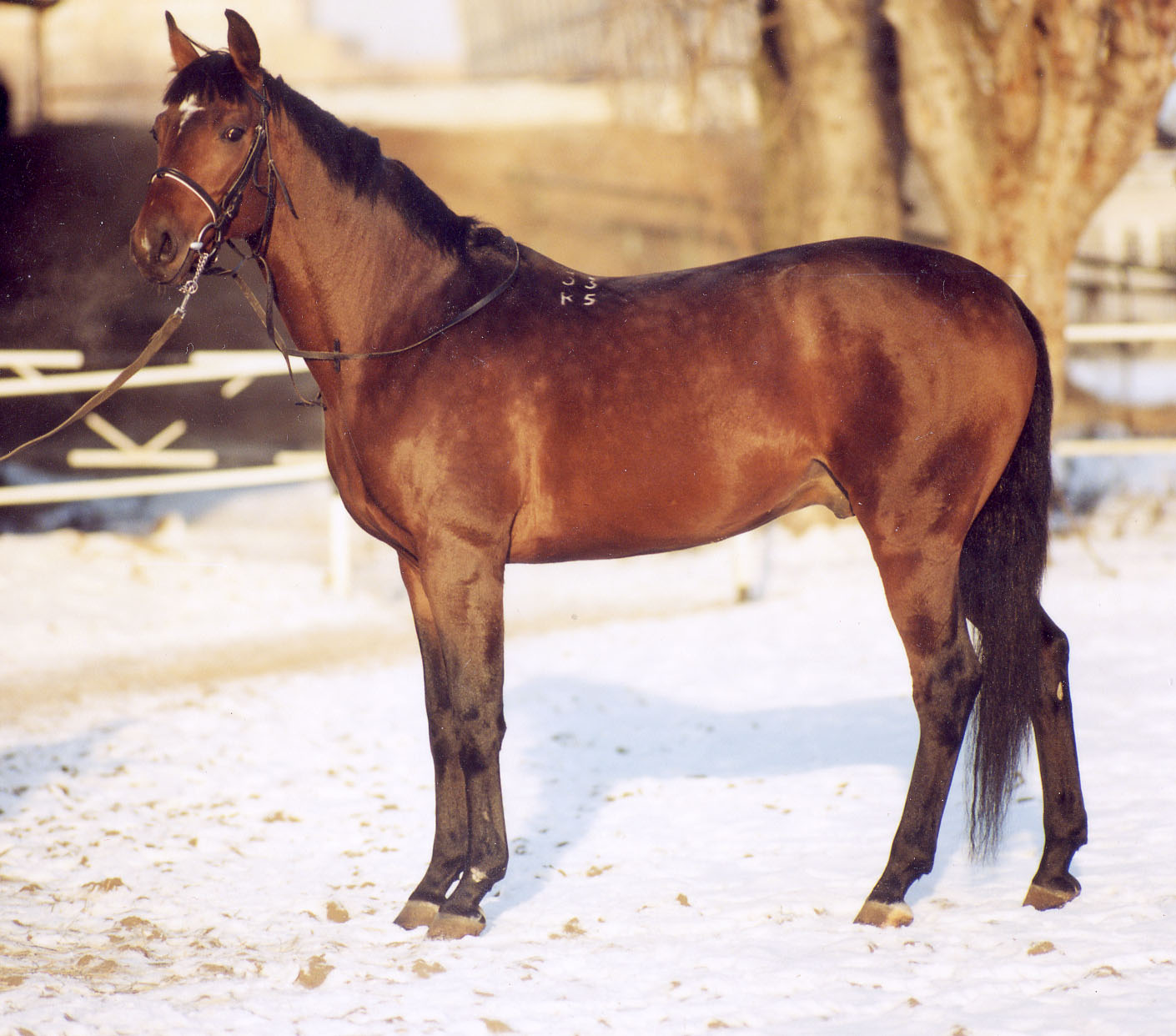
Рыжая лошадь
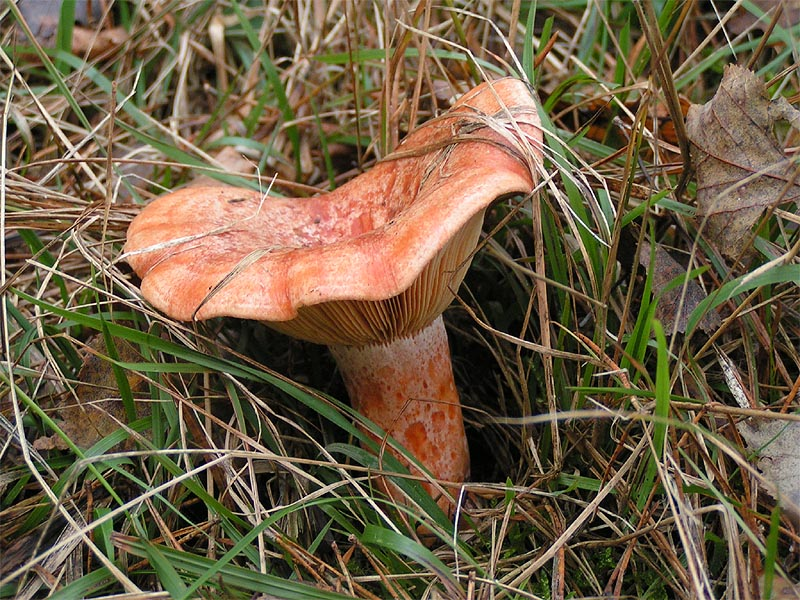
Рыжик настоящий
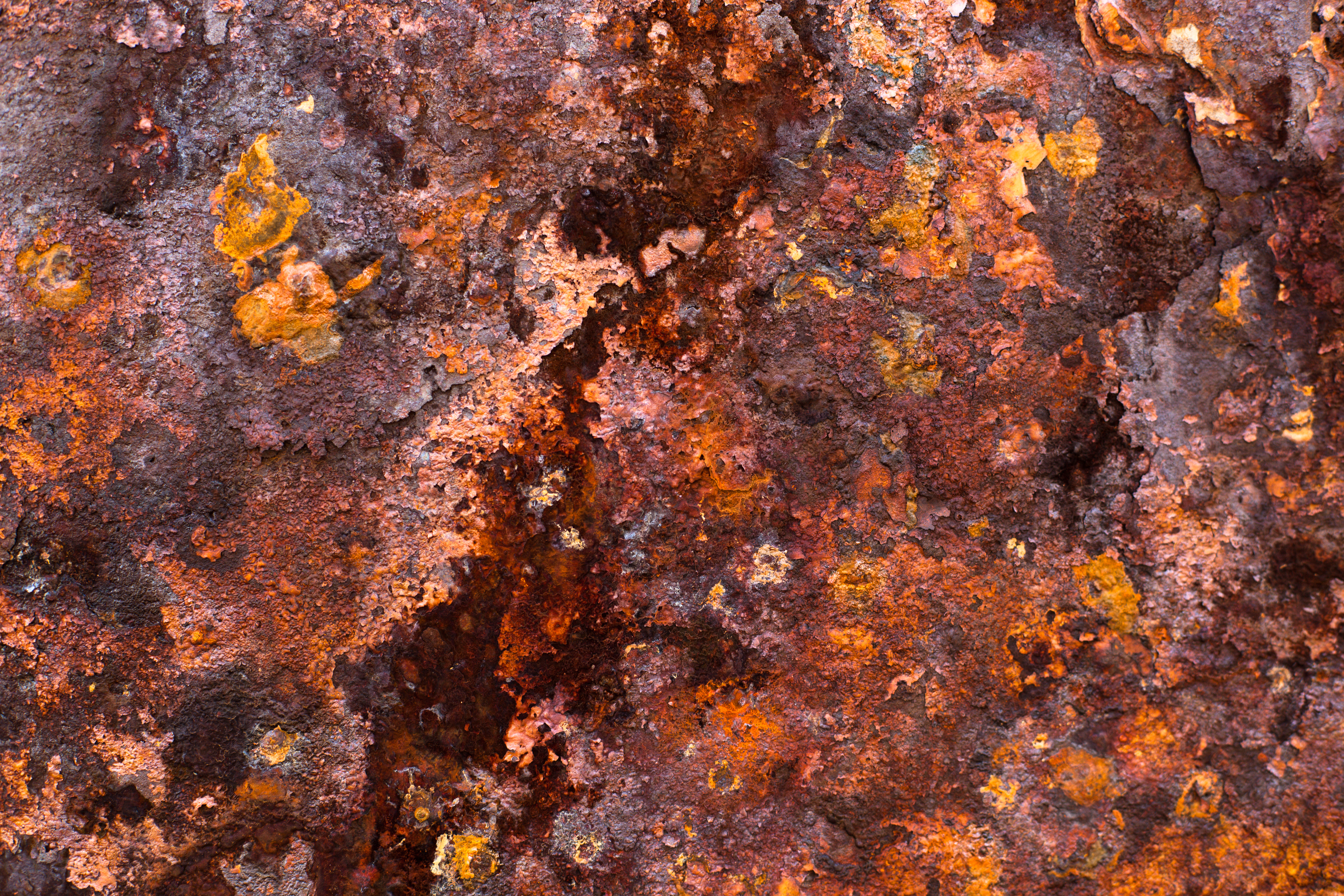
Цвет ржавчины.